# Shahid
Shahid y Shaheed (en árabe: شهيد‎ šahīd, plural: شُهَدَاء šuhadāʾ ; femenino: šahīda)  se origina de la coránica palabra árabe que significa "testigo", y también se utiliza para denotar un mártir. Se usa como un honorífico para los musulmanes que han muerto cumpliendo un mandamiento religioso
La palabra shahid en árabe significa "testigo". Su desarrollo es muy similar al de los mártires griegos (Griego : μάρτυς - "testigo", en el Nuevo Testamento también "mártir"), el origen del término mártir. Shahid aparece frecuentemente en el Corán en el sentido genérico de "testigo", pero solo una vez en el sentido de "mártir, alguien que muere deliberadamente por su fe"; Este último sentido adquiere un uso más amplio en los hadices.
- Datos: Q643638
- Multimedia: Shahid / Q643638